# Rangsi (Rukum)
Rangsi – gaun wikas samiti w zachodniej części Nepalu w strefie Rapti w dystrykcie Rukum. Według nepalskiego spisu powszechnego z 2001 roku liczył on 397 gospodarstw domowych i 2193 mieszkańców (1068 kobiet i 1125 mężczyzn).